# Casas Bajas (higo)
Casas Bajas es un cultivar de higuera de tipo higo común Ficus carica, bífera es decir con dos cosechas por temporada, las brevas de primavera-verano y los higos de verano-otoño, de higos de epidermis con color de fondo verde marronáceo con sobre color de manchas irregulares de color marrón rojizo. Se cultiva principalmente en la comarca del Rincón de Ademuz en la Comunidad Valenciana, también está cultivado en la colección de la finca experimental de cultivos hortofrutícolas Cicytex-Finca La Orden propiedad de la Junta de Extremadura, con vistas a su mejora de características organolépticas y de cultivo.

## Sinonimia
- „sin sinónimos“,[6][7][8]

## Historia
Nuestra higuera Ficus carica, procede de Oriente Medio y sus frutos formaron parte de la dieta de nuestros más lejanos antepasados. Se cree que fueron fenicios y griegos los que difundieron su cultivo por toda la cuenca del mar Mediterráneo. Es un árbol muy resistente a la sequía, muy poco exigente en suelos y en labores en general.
El primer árbol que plantaron los españoles en América fue una higuera. Cuando los sacerdotes católicos españoles construían un convento siempre sembraban una higuera, lo cual hizo que los antiguos peruanos la empezaran a llamar “El árbol de Dios”.
Los higos secos son muy apreciados desde antiguo por sus propiedades energéticas, además de ser muy agradables al paladar por su sabor dulce y por su alto contenido en fibra; son muy digestivos al ser ricos en cradina, sustancia que resulta ser un excelente tónico para personas que realizan esfuerzos físicos e intelectuales.
España se ha consolidado en los últimos años como el mayor productor de higos de la Unión Europea y el noveno a nivel mundial, según los datos de "FAOSTAT" (Estadísticas de la FAO) del 2012 que recoge un reciente estudio elaborado por investigadores del « “Centro de Investigación Finca La Orden- Valdesequera” ».
La variedad 'Casas Bajas' debe su nombre al municipio Casas Bajas perteneciente a la Comunidad Valenciana, España. Así mismo perteneciente a la provincia de Valencia, en la comarca del Rincón de Ademuz.

## Características
La higuera 'Casas Bajas' es una variedad bífera de tipo higo común. Árbol de mediano desarrollo, follaje denso, hojas trilobuladas con pentalobuladas. 'Casas Bajas' es de producción baja de brevas y media de higos.
Las brevas de la variedad 'Casas Bajas' son de un tamaño grande con un peso de 38 gramos en promedio, tienen forma alargada, con color de fondo verde marronáceo con sobre color de manchas irregulares de color marrón rojizo. De sabor poco dulce, jugoso. Su inicio de maduración es tardía en la última semana de junio, hasta la primera semana de julio. Sus características organolépticas son aceptables. Producción baja.
Los higos 'Casas Bajas' son higos de forma de peonza, simétricos, de tamaño mediano a grande de unos 29 gramos en promedio, de epidermis firme, elástica de color de fondo verde marronáceo con sobre color de manchas irregulares de color marrón rojizo. De producción media de higos y periodo prolongado de cosecha. Son de un inicio de maduración desde la segunda semana de agosto hasta mediados de octubre. Siendo su valoración organoléptica de buena calidad.

## Cultivo y usos
'Casas Bajas', es una variedad de higo que además de su uso en alimentación humana y para higo paso, también se ha cultivado en el Rincón de Ademuz tradicionalmente para alimentación del ganado porcino.
Se está tratando de estudiar y mejorar sus cualidades, así como de extender su cultivo de ejemplares cultivados en la finca experimental de cultivos hortofrutícolas Cicytex-Finca La Orden propiedad de la Junta de Extremadura.